# Marcin Jarochowicz
Marcin Jarochowicz (ur. 1585 w Jarosławiu, zm. 1635 tamże) – aptekarz, rajca miejski, burmistrz Jarosławia.

## Życiorys
Marcin Jarochowicz pełnił funkcję kościelnego w kolegiacie. Ławnik  urzędu wójtowskiego w latach 1620–1623, rajca w latach 1623–1635,wiceburmistrz w latach 1624–1627, burmistrz w latach 1628–1630, 1632–1633, 1634–1635. W latach 1620–1635 właściciel kamienicy Sobieskiego 2. W 1622 r roku razem z Walentym Brodzińskim byli powołani na świadków przy spisywaniu testamentu. Dwukrotnie toczyła się przeciw niemu sprawa w sądzie zamkowym:
- pierwszy raz z Piotrem Ligęską o zniesławienie proboszcza Łukasza Rafałowicza
- i druga dotycząca ucieczki więźnia oskarżonego o morderstwo, gdy on sam był burmistrzem.

Zmarł w 1636  roku w Jarosławiu.

## Literatura
- Krystyna Kieferling, Jarosław w czasach Anny Ostrogskiej, Przemyśl 2008
- AP Kr. Sang. sygn. 57, s. 365.
- Zdzisław Biliński Dzieje  aptek jarosławskich, 2001.